# 1998年長野オリンピックのオーストラリア選手団
1998年長野オリンピックのオーストラリア選手団（1998ねんながのオリンピックのオーストラリアせんしゅだん）は、1998年2月7日から2月22日まで、日本の長野県長野市を中心とする地域を会場として開催された1998年長野オリンピックのオーストラリア選手団、およびその競技結果。

## 概要
今大会は銅メダル1個を獲得した。
アルペンスキー女子回転で、ザリ・ステッガルがオリンピックのアルペンスキー競技オーストラリア勢初のメダルとなる銅メダルを獲得した。

## メダル
| メダル | 選手名           | 競技           | 種目     |
| ------ | ---------------- | -------------- | -------- |
| 銅     | ザリ・ステッガル | アルペンスキー | 女子回転 |